# Trừng Thành
Trừng Thành (chữ Hán phồn thể:澄城縣, chữ Hán giản thể: 澄城县) là một huyện thuộc địa cấp thị Vị Nam, tỉnh Thiểm Tây, Cộng hòa Nhân dân Trung Hoa. Huyện này có diện tích 1112 ki-lô-mét vuông, dân số năm 2002 là 380.000 người. Về mặt hành chính, huyện được chia thành 6 trấn, 12 hương.
- Trấn: Thành Quan, Phùng Nguyên, Vương Trang, Nghiêu Đầu, Tự Tiền, Vi Trang.
- Hương: Tây Xã, Thiện Hóa, Lưu Gia Oa, An Lý, Triệu Trang, La Gia Oa, Trang Đầu, Thành Giao, Giao Đạo, Lôi Gia Oa, Đề Hồ, Nghiệp Thiện.